# Румыния на зимних Олимпийских играх 2022
Румыния участвовала в зимних Олимпийских играх 2022 года в Пекине, Китай, с 4 по 20 февраля 2022 года.
20 января 2022 года саночница Ралука Стрэмэтурару и лыжник Паул Константин Пепене были названы знаменосцами команды во время церемонии открытия. Тем временем бобслеистка Андреа Греку была знаменосцем на церемонии закрытия.

## Участники
Ниже приведён список участников, участвующих в Олимпийских Играх.
| Спорт              | Мужчины | Женщины | Всего |
| ------------------ | ------- | ------- | ----- |
| Горные лыжи        | 1       | 1       | 2     |
| Биатлон            | 1       | 1       | 2     |
| Бобслей            | 4       | 2       | 6     |
| Лыжные гонки       | 2       | 1       | 3     |
| Санный спорт       | 3       | 1       | 4     |
| Прыжки с трамплина | 2       | 1       | 3     |
| Конькобежный спорт | 0       | 1       | 1     |
| Всего              | 13      | 8       | 21    |

## Горные лыжи
Выполнив основные квалификационные стандарты, Румыния квалифицировала одного мужчину и одну женщину-горнолыжника.
| Спортсмен            | Событие                   | Забег 1 | Забег 1 | Забег 2         | Забег 2         | Всего           | Всего           |
| Спортсмен            | Событие                   | Время   | Место   | Время           | Место           | Время           | Место           |
| -------------------- | ------------------------- | ------- | ------- | --------------- | --------------- | --------------- | --------------- |
| Александр Штефэнеску | Мужской гигантский слалом | 1:14.20 | 38      | 1:19.01         | 33              | 2:33.21         | 32              |
| Александр Штефэнеску | Мужской слалом            | 1:01.72 | 39      | 58.70           | 35              | 2:00.42         | 35              |
| Мария Константин     | Женский гигантский слалом | 1:08.25 | 50      | 1:10.25         | 45              | 2:18.50         | 45              |
| Мария Константин     | Женский слалом            | DNF     | DNF     | Не продвинулась | Не продвинулась | Не продвинулась | Не продвинулась |

## Биатлон
| Спортсмен      | Событие                      | Время   | Промахи     | Место |
| -------------- | ---------------------------- | ------- | ----------- | ----- |
| Джордж Кольча  | Мужской спринт               | 27:54.7 | 2 (1+1)     | 89    |
| Наталья Ушкина | Женская индивидуальная гонка | 51:04.1 | 2 (0+1+1+0) | 56    |
| Наталья Ушкина | Женский спринт               | 24:14.3 | 2 (1+1)     | 71    |

## Бобслей
| Спортсмен                                            | Событие          | Забег 1 | Забег 1 | Забег 2 | Забег 2 | Забег 3 | Забег 3 | Забег 4 | Забег 4 | Всего   | Всего |
| Спортсмен                                            | Событие          | Время   | Место   | Время   | Место   | Время   | Место   | Время   | Место   | Время   | Место |
| ---------------------------------------------------- | ---------------- | ------- | ------- | ------- | ------- | ------- | ------- | ------- | ------- | ------- | ----- |
| Михай Кристиан Тентя Киприан Николае Дарочци         | Мужские двойки   | 59.83   | 12      | 1:00.46 | 22      | 1:00.19 | 15      | 1:00.28 | 16      | 4:00.76 | 16    |
| Михай Тентя Рауль Добре Киприан Дароци Кристиан Раду | Мужские четвёрки | 58.87   | 10      | 59.55   | 13      | 59.30   | 14      | 59.93   | 18      | 3:57.65 | =13   |
| Андрея Греку                                         | Женский монобоб  | 1:05.56 | 11      | 1:05.71 | 8       | 1:06.46 | 15      | 1:06.26 | 10      | 4:23.99 | 12    |
| Андрея Греку Катарина Вик                            | Женские двойки   | 1:01.82 | 9       | 1:02.47 | 20      | 1:02.25 | 16      | 1:02.44 | 18      | 4:08.98 | 18    |

## Лыжные гонки

### Дистанция
| Спортсмен   | Событие                          | Классические | Классические | Фристайл | Фристайл | Финал     | Финал   | Финал |
| Спортсмен   | Событие                          | Время        | Место        | Время    | Место    | Время     | Дефицит | Место |
| ----------- | -------------------------------- | ------------ | ------------ | -------- | -------- | --------- | ------- | ----- |
| Паул Пепене | Мужское скиатлон 30 км           | 41:39.3      | 29           | 40:30.4  | 28       | 1:22:41.4 | +6:31.6 | 28    |
| Тимя Лёринц | Женский классический стиль 10 км | н/д          | 37:15.3      | +9:09.0  | 86       |           |         |       |

### Спринт
| Спортсмен               | Событие                  | Квалификация | Квалификация | Четвертьфинал   | Четвертьфинал   | Полуфинал       | Полуфинал       | Финал           | Финал           |
| Спортсмен               | Событие                  | Время        | Место        | Время           | Место           | Время           | Место           | Время           | Место           |
| ----------------------- | ------------------------ | ------------ | ------------ | --------------- | --------------- | --------------- | --------------- | --------------- | --------------- |
| Рауль Попа              | Мужской спринт           | 2:59.85      | 47           | Did not advance | Did not advance | Did not advance | Did not advance | Did not advance | Did not advance |
| Пауль Пепене Рауль Попа | Мужской командный спринт | N/A          | N/A          | N/A             | N/A             | 21:03.35        | 9               | Did not advance | 18              |
| Тимя Лёринц             | Женский спринт           | 3:55.15      | 78           | Не финишировал  | Не финишировал  | Не финишировал  | Не финишировал  | Не финишировал  | Не финишировал  |

## Санный спорт
| Спортсмен                  | Событие      | Забег 1  | Забег 1 | Забег 2  | Забег 2 | Забег 3  | Забег 3 | Забег 4         | Забег 4         | Всего    | Всего |
| Спортсмен                  | Событие      | Время    | Место   | Время    | Место   | Время    | Место   | Время           | Место           | Время    | Место |
| -------------------------- | ------------ | -------- | ------- | -------- | ------- | -------- | ------- | --------------- | --------------- | -------- | ----- |
| Валентин Крецу             | Мужское соло | 58.349   | 20      | 58.362   | 15      | 1:02.223 | 34      | Did not advance | Did not advance | 2:58.934 | 29    |
| Ралука Стрэмэтурару        | Женское соло | 1:01:357 | 31      | 1:00.305 | 27      | DNF      | DNF     | DNF             | DNF             | DNF      | DNF   |
| Василе Гитлан Дарий Шербан | Мужское дуо  | 59.694   | 13      | 1:00.243 | 16      | N/A      | N/A     | N/A             | N/A             | 1:59.937 | 14    |

### Смешанный
| Спортсмен                                                     | Событие  | Забег 1  | Забег 1 | Забег 2  | Забег 2 | Забег 3  | Забег 3 | Всего    | Всего |
| Спортсмен                                                     | Событие  | Время    | Место   | Время    | Место   | Время    | Место   | Время    | Место |
| ------------------------------------------------------------- | -------- | -------- | ------- | -------- | ------- | -------- | ------- | -------- | ----- |
| Ралука Стрэмэтурару Валентин Крецу Василе Гитлан Дарий Шербан | Эсфафета | 1:01.402 | 9       | 1:02.743 | 10      | 1:03.547 | 10      | 3:07.692 | 9     |

## Прыжки с трамплина
| Спортсмен         | Событие                     | Квалификация | Квалификация | Квалификация | Первый раунд   | Первый раунд   | Первый раунд   | Финал          | Финал          | Финал          | Всего          | Всего          |
| Спортсмен         | Событие                     | Дистанция    | Очки         | Место        | Дистанция      | Очки           | Место          | Distance       | Points         | Место          | Очки           | Место          |
| ----------------- | --------------------------- | ------------ | ------------ | ------------ | -------------- | -------------- | -------------- | -------------- | -------------- | -------------- | -------------- | -------------- |
| Даниэль Качина    | Мужской большой трамплин    | 114.0        | 88.8         | 44 Q         | 119.0          | 97.8           | 46             | Не продвинулся | Не продвинулся | Не продвинулся | Не продвинулся | Не продвинулся |
| Андрей Фельдоран  | Мужской большой трамплин    | 104.5        | 69.0         | 52           | Не продвинулся | Не продвинулся | Не продвинулся | Не продвинулся | Не продвинулся | Не продвинулся | Не продвинулся | Не продвинулся |
| Даниэль Качина    | Мужской нормальный трамплин | 83.5         | 70.9         | 40 Q         | 89.5           | 95.8           | 48             | Не продвинулся | Не продвинулся | Не продвинулся | Не продвинулся | Не продвинулся |
| Андрей Фельдоран  | Мужской нормальный трамплин | 76.5         | 55.0         | 45 Q         | 82.0           | 84.3           | 50             | Не продвинулся | Не продвинулся | Не продвинулся | Не продвинулся | Не продвинулся |
| Даниэла Хараламби | Женский нормальный трамплин | N/A          | N/A          | N/A          | 88.5           | 83.0           | 19 Q           | 79.5           | 73.2           | 25             | 156.2          | 25             |

## Конькобежный спорт

### Индивидуальные
| Спортсмен     | Событие        | Время   | Место |
| ------------- | -------------- | ------- | ----- |
| Михаэла Хогаш | Женские 500 м  | 39.45   | 29    |
| Михаэла Хогаш | Женские 1000 м | 1:19.33 | 29    |